# Марченко Максим Михайлович
Максим Михайлович Марченко (10 лютого 1983, Слов'янськ, Донецька область) — український військовик, полковник Збройних Сил України. Голова Одеської обласної військової адміністрації з 1 березня 2022 року до 15 березня 2023 року.

## Життєпис
Народився 10 лютого 1983 року в м. Слов'янську на Донеччині. 
2005 року закінчив Харківський інститут танкових військ, був слухачем командно-штабного інституту застосування військ (сил) Національного університету оборони України. Пройшов службу від командира взводу до командира бригади.
У 2015—2017 роках — командир 24-го окремого штурмового батальйону «Айдар».
Згодом, у 2017 році був призначений на посаду заступника командира 92 окремої механізованої бригади. 
З травня 2018 року - по вересень 2021 року — командир 28 окремої механізо́ваної бригади імені Лицарів Зимового Походу. Брав безпосередню участь у бойових діях на сході України, багато успішних військових операцій були проведені під його командуванням.
1 березня 2022 року, після початку російського вторгнення в Україну був призначений головою Одеської обласної державної адміністрації.

### Команда в Одеській ОДА
- Волошенков Борис Олексійович — перший заступник голови Одеської обласної державної адміністрації;
- Підгайний Сергій Григорович — заступник голови Одеської обласної державної адміністрації;
- Радулов Дмитро Дмитрович — заступник голови Одеської обласної державної адміністрації;
- Ткачук Ігор Миколайович — заступник голови Одеської обласної державної адміністрації;
- Григоришин Роман Мирославович — заступник голови Одеської обласної державної адміністрації;
- Мусієнко Денис Володимирович — керівник апарату Одеської обласної державної адміністрації.
- Братчук Сергій Борисович —  речник голови Одеської обласної державної адміністрації[4].

## Нагороди

### Державні
- Орден Богдана Хмельницького II ст. (11 жовтня 2018) — за вагомий особистий внесок у зміцнення обороноздатності Української держави, мужність, самовідданість і високий професіоналізм, виявлені під час бойових дій, зразкове виконання службових обов’язків[5]
- Орден Богдана Хмельницького III ст. (21 січня 2017) — за особисту мужність, самовідданість і високий професіоналізм, виявлені під час бойових дій та при виконанні службових обов'язків[6]

### Відомчі
- Відомча відзнака «Вогнепальна зброя» (24 травня 2022);
- Відзнака МО України «За зміцнення обороноздатності» (30 листопада 2018);
- Нагрудний знак МО «За військову доблесть» (7 серпня 2018);
- Медаль «За зразкову службу» (23 вересня 2017);
- Нагрудний знак МО «Знак пошани» (26 листопада 2016);
- Медаль МО «За зразкову службу» III ст.;
- Медаль «15 років сумлінної служби»;
- Медаль «10 років сумлінної служби»;
- Нагрудний знак «За досягнення у військовій службі» I ст.;
- Медаль «15 років Збройним Силам України» (9 жовтня 2006).

## Військові звання
У квітні 2019 року достроково присвоєне чергове військове звання — полковник[джерело?].